# Patapios

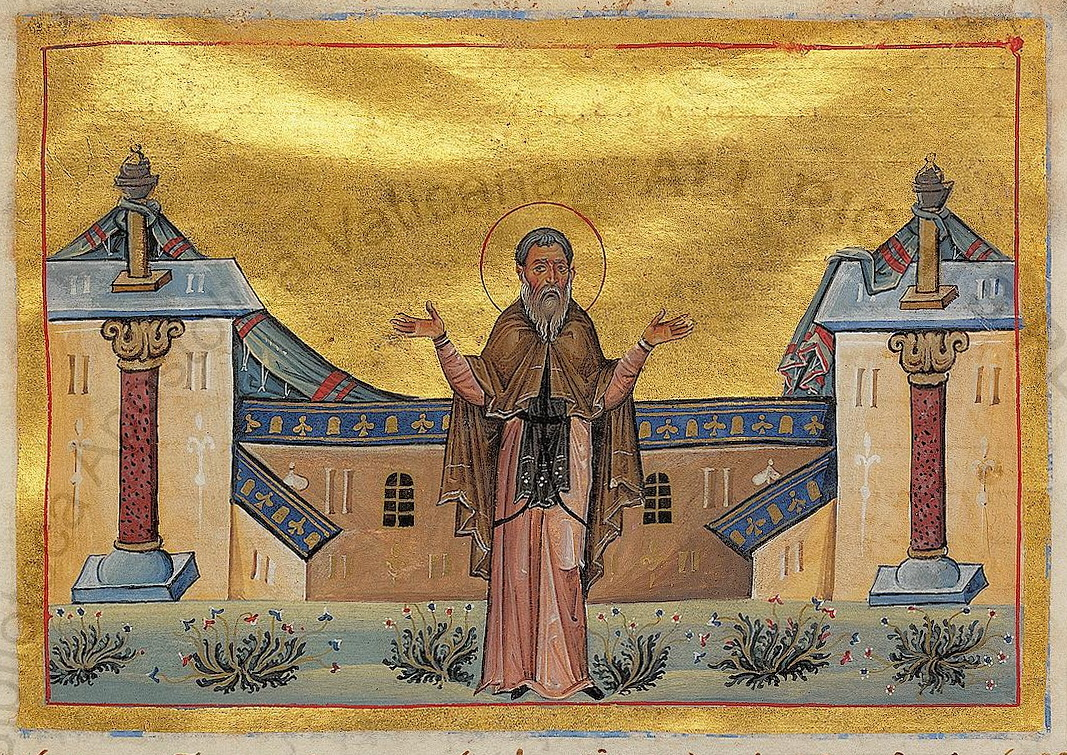

Thébai Patapios (kb. 4. század) a vízkór védőszentje. Szent Patapios emlékét december 8-án (fő ünnep), valamint húsvét vasárnapja után két nappal, kedden (ereklyéjének felfedezésének napján) ünneplik. Ereklyéjét Szent Patapios kolostorában őrzik Loutrakiban, egy Athén közelében található fürdővárosban, Görögországban.

## Életrajz
Patapios a római kori Thébában 4. században született gazdag keresztény szülők gyermekeként. Már fiatalon hátra hagyta a világ által kínált kincseket és remeteként élt a sivatagban, napjait böjtöléssel és imádsággal töltötte. Sokan keresték fel itt, hogy tanácsot kérjenek tőle és prédikációit hallgassák. Később Patapios a sivatagból Konstantinápolyba költözött. Itt is számos látogatója akadt. Szent Patapios mindenkin segített, csodálatos módon gyógyított különféle betegségeket. 
Patapios Blachernae környékén, Konstantinápolyban élt haláláig.

## Ereklyéjének tisztelete

### Története
Konstantinápoly 1453-as Oszmán Birodalom általi meghódítása után, a Palailogos császárok rokona és Augusta Helena unokaöccse, Aggelis Notaras, hogy megvédje Szent Patapios ereklyéjét az oszmánoktól, a dél- görögországi Geraneia-hegyre, Thermai (Loutraki) városának közelébe vitte azt. A szent ereklyéit egy barlangban rejtette el, és egy remetelakot épített a közelébe. Azonban ez a hely néhány évszázaddal később elhagyatottá vált.

### A barlang felfedezése és a kolostor alapjainak lerakása

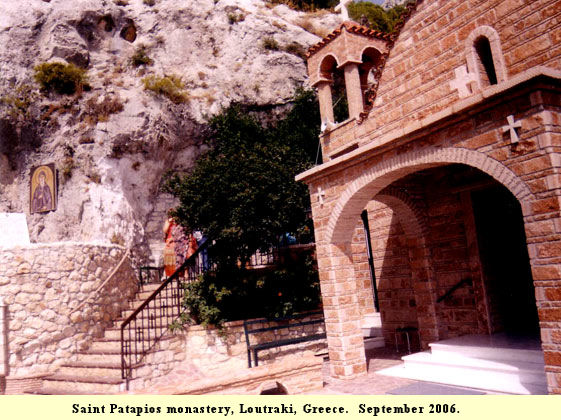
Szent Patapiosz kolostor, Loutraki, Görögország, 2006. szeptember. A Szent Patapios-barlang bejárata bal oldalon látható.

A szent ereklyéjét rejtő barlangot 1904-ben fedezték fel Loutraki lakosai. A barlangban megtalálták Helena Dragaš, Szent Hypomone koponyáját is. A barlang néhány látogatója azonban Szent Patapios ereklyéinek darabjait magával vitte Patapia nővér beszámolója szerint. Ezután egy Loutraki pap, Konstantinos Susannis atya magához vette Patapiosz ereklyéjét, és az egyház engedélyével otthonában őrizte azt. 
1952-ben Nektarios Marmarinos atya, a korinthusi Synoikismos papja (később a korinthusi egyházmegye kancellárja), aki Aiginából származott (és Szent Jeromos tanítványa volt), megalapította a Szent Patapios-kolostort, és az ereklye visszakerült a barlangba, ahol megtalálták. A kolostor hivatalos alapítására 1952. augusztus 1-jén került sor, Prokopios Tzavaras korinthusi metropolita által.
A kolostor első apátnője 1952-ben Synglitiki nővér volt. Patapia nővér segített a kolostor kiépítésében. 
Nektarios atya, a kolostor alapítója, még mindig látogatja a kolostort. Gazdag keresztény munkásságot folytat, és más kolostorokat is alapított, mint például a Három Hierarcha kolostort (Perachora falu közelében) és egy nyári gyermektábort (Betlehem néven). Létrehozott egy női idősek otthonát is Loutrakiban (ahol apácák szolgálják az idős asszonyokat). Nektarios atya mára nyugdíjba vonult. Számos kitüntetést kapott a korinthusi egyháztól, amelynek kancellárja volt.

### A Szent Patapios-kolostor ma
A kolostor magában foglalja a 40 apáca celláját, a Szűz Máriának szentelt templomot, a temetőt (az Egyiptomi Szűz Mária kápolnával) és a Szentháromság katholikonját. Végül egy kiállítóterem is található a látogatók számára. A templom mellett található a Szent Patapios-barlang. Itt őrzik a szent ereklyéjét, egy palástba burkolva. A barlangban bizánci ikonok (köztük Szent Patapios és Szent Hypomone ikonja) találhatók, amelyeket egy ismeretlen művész készített, és valószínűleg a 15. században festettek. Sok látogató egyetlen amulettként magával visz a barlangból egy szent olajjal átitatott vattadarabot (a szent barlangjában égő olajlámpásból), és szenteltvizet is vesz a barlang melletti forrásból. Szent Hypomone (Helena Dragaš) koponyáját szintén Szent Patapios kolostorában őrzik.
Szent Patapios kolostorában 40 apáca él. Görögországban, a Gerania-hegységben található, 650 méteres tengerszint feletti magasságban, Loutraki közelében (1 órányira Athéntól). A Szent Patapios-kolostorba belépve Szűz Mária templomát pillanthatjuk meg először. A templomot 1968. augusztus 1-jén szentelte fel Panteleimon korinthusi metropolita püspök. A templom belsejében jobb oldalon Szent Patapios képe látható, amely a falon lévő Szűz Mária ikonnal szemben található, amely tele van csodákból származó felajánlásokkal.
- A Szent Patapios-kolostor főbejárata, 2022. november
- Bejárat a Szent Patapios-barlangba, 2022. november
- Szent Patapios-kolostor, 2022. november
- A barlang bejáratának (balra) és a főtemplomnak (jobbra) látképe
- Szent Hypomone (Szent Türelem) ikon
- Christodoulos érsek látogatást tesz a Szent Patapios-kolostornál. 2006. szeptember
- Patapia nővér, 2008
- Szent Patapios apácakolostora, 2010. november
- Nektarios atya, a Szent Patapios kolostorának alapítója a szent évenként megtartott ünnepén, 2012. december 8-án
- Dionysius Mantalos korinthusi püspök Patapia nővérrel Szent Patapios kolostorában a szent ünnepén, 2012. december 8-án

## Csodák
Szent Patapios jól ismert a ma napig is tett csodáiról, amelyeket teljes részletességgel feljegyeztek a kolostor történeti archívumában, amely egy hatalmas könyvtárat is fenntart.

## Tisztelet
Patapios emlékét december 8-án, valamint húsvét utáni kedden ünneplik (ereklyéjének megtalálására emlékezve). Szent Hypomone, Helena Dragaš, szent koponyáját szintén itt, a Szent Patapios kolostorában őrzik.

## Fordítás
Ez a szócikk részben vagy egészben  a   Patapios című angol Wikipédia-szócikk ezen változatának fordításán alapul.  Az eredeti cikk szerkesztőit annak laptörténete sorolja fel. Ez a jelzés csupán a megfogalmazás eredetét és a szerzői jogokat jelzi, nem szolgál a cikkben szereplő információk forrásmegjelöléseként.